# 키프로스의 국장

키프로스의 국장

키프로스의 국장은 1960년에 제정되었고, 2006년에 현재의 것으로 교체되었다. 국장 가운데에 그려진 노란색 방패 안에는 올리브 가지를 물고 있는 비둘기가 그려져 있으며 비둘기 아래에는 키프로스가 독립한 연도인 "1960"이 쓰여져 있다. 국장 양쪽을 올리브 가지로 만든 화환이 감싸고 있다. 노란색은 키프로스라는 국명의 유래가 된 구리를, 비둘기와 올리브 가지는 평화를 의미한다.

## 이전의 국장

키프로스의 옛 국장 (1960년 ~ 2006년)

## 같이 보기
- 북키프로스의 국장